# Luigi Caccia Dominioni

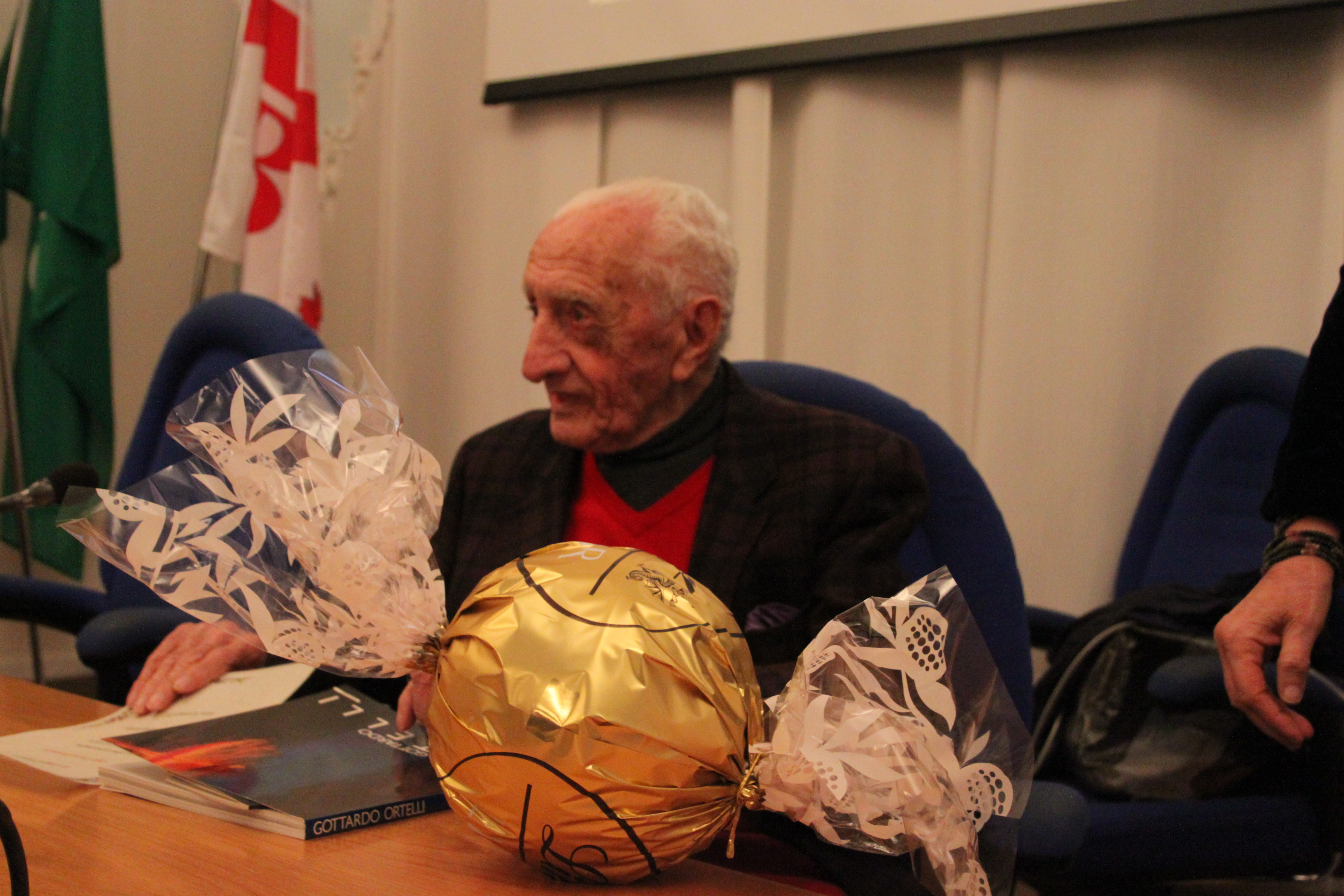
Luigi Caccia Dominioni (2013)

Luigi Caccia Dominioni (* 7. Dezember 1913 in Mailand; † 13. November 2016 ebenda) war ein italienischer Architekt, Designer und Stadtplaner.

## Leben
Luigi Caccia Dominioni, Sohn des Rechtsanwalts Ambrogio und Maria Paravicini sowie Cousin des Mailänder Schriftstellers und Ingenieurs Paolo Caccia Dominioni (1896–1992), wuchs in einem Haus an der Piazza Sant’Ambrogio in Mailand auf. Während seiner Schulzeit besuchte er das von Jesuiten geführte Gymnasium Istituto Leone XIII in Mailand. Im Herbst 1931 begann er mit dem Studium der Architektur am Polytechnikum in Mailand und schloss dieses 1936 mit dem Diplom ab. Noch im selben Jahr eröffnete er in Venedig ein Büro zusammen mit den Brüdern Livio und Pier Giacomo Castiglioni.
Auf der Triennale VII in Mailand präsentierte er 1940 eine Serie von Rundfunkgeräten, die er bereits 1939 gemeinsam mit seinen Büropartnern entworfen hatte. Das futuristisch anmutende, mit 5 Röhren ausgestattete „Phonola 547“ revolutionierte das bis dahin bekannte Design von Radiogeräten.
1941 heiratete er Natalia Tosi. Aus dieser Ehe gingen drei Kinder hervor. Von 1939 bis 1943 leistete Caccia Dominioni seinen Militärdienst, widersetzte sich jedoch dem Militärdienst in der von Benito Mussolini 1943 gegründeten Repubblica Sociale di Salò und floh in die Schweiz, wo er bis 1945 blieb.
Nach Kriegsende kam er zurück nach Mailand und eröffnete dort 1946 auf den Fundamenten seines ehemaligen, von Bombardements im August 1943 stark beschädigten Elternhauses an der Piazza Sant’Ambrogio 16 sein eigenes Büro. Von 1947 bis 1950 arbeitete er am Wiederaufbau dieses Gebäudes, in dem sich bis heute sein Büro befindet. 1947 gründete er zusammen mit Ignazio Gardella, Corrado Corradi Dell’Acqua, Maria Teresa und Franca Tosi das Unternehmen „Azucena“, das als erstes Geschäft Italiens für Produktion und Verkauf von Objekten und Einrichtungsgegenständen gilt.
Der Zeitraum von 1950 bis 1970 war für Caccia Dominioni die intensivste Schaffensphase. Während dieser Zeit baute er zahlreiche herausragende Gebäude im Stadtgebiet von Mailand und prägte damit entscheidend die Entwicklung einer modernen Nachkriegsarchitektur in Italien. Ein Schwerpunkt seiner Arbeit waren Wohnbauten. Von 1975 bis 1982 lebte Dominioni in Monaco, wo er das Wohnhochhaus Parc Saint Roman, das über rund 390 Apartments verfügt, realisierte.
Sein bekanntestes Projekt blieb das Wohngebäude an der Piazza Carbonari in Mailand, das er 1961 fertigstellte: Die Patchwork-artig angeordneten Fenster, die in verschiedenen Größen nahezu bündig in die Fassade gesetzt sind, die Verkleidung des Hauses mit glatten, kleinformatigen Keramikfliesen, das blockhafte Volumen, das durch die Flächenbündigkeit betont wird, sind architektonische Themen, die bis in die Gegenwart ihren Einfluss auf zeitgenössisches Bauen ausüben.

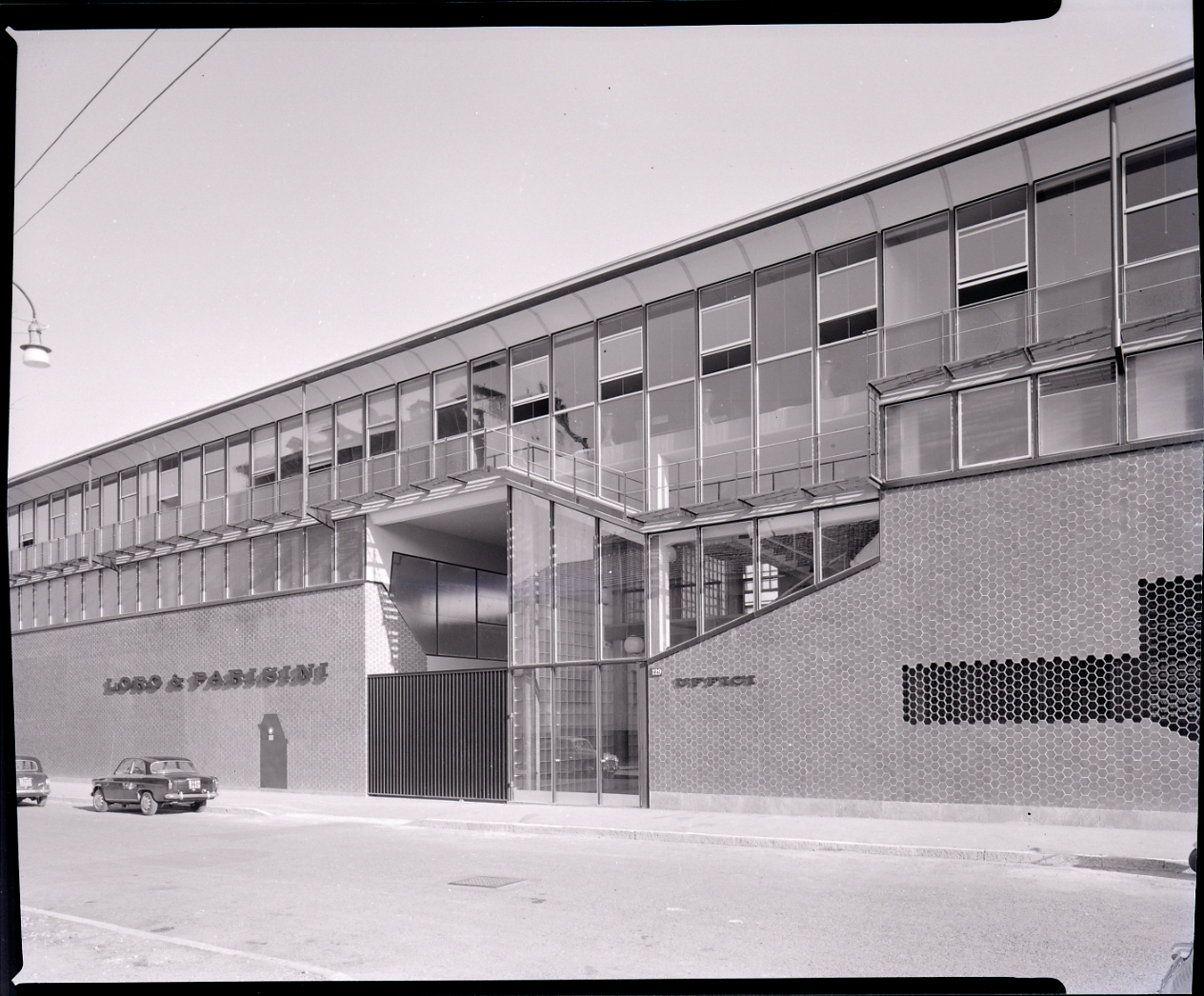
Verwaltungs- und Fabrikationsgebäude Loro e Parisini, via Savona, Mailand 1953–1956. Foto von Paolo Monti
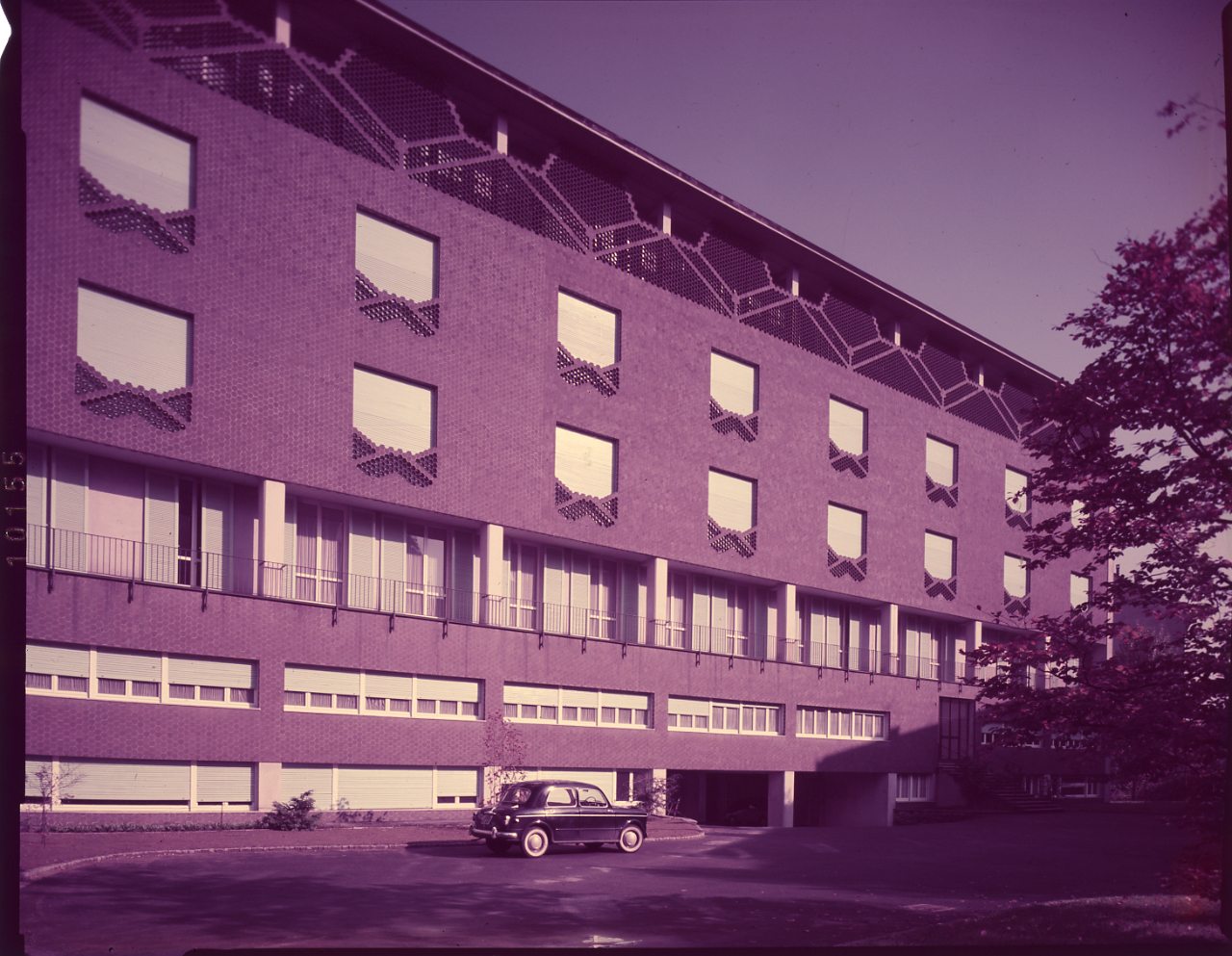
Kloster Istituto Beata Vergine Addolorata, via Calatafimi 10, Mailand 1946–1954.[5] Foto von Paolo Monti.

## Zitate
Zum Thema Design:

„Alles, was nicht unbedingt notwendig ist, muss weggenommen und das Objekt auf sein Wesen reduziert werden. Es geht also darum, das Objekt so zu gestalten, dass es für den Zweck, zu dem es bestimmt ist, geeignet ist und erst danach, eventuell, etwas hinzufügen. Aber bitte in Maßen.“

Zum Thema Wohnen und Stadt:

“In realtà l’appartamento è una microcittà, con i suoi percorsi, i suoi vincoli, gli spazi sociali e quelli privati.”

„In Wirklichkeit ist die Wohnung eine Mikrostadt, mit ihren Laufwegen, ihren Verbindungen, den sozialen und den privaten Räumen.“

## Wichtige Designobjekte (Auswahl)
- 1938 Besteckserie Caccia, ab 1990 für Alessi
- 1940 Rundfunkempfänger Phonola 547 mit den Brüdern Livio und Pier Giacomo Castiglioni
- 1953 Stehleuchte Monachella für Azucena
- 1955 Sessel Ambrosianeum für Azucena
- 1957 Tisch Fasce Cromate für Azucena
- 1958 Lehnstuhl Catilina für Azucena
- 1967 Wand- und Deckenleuchte Boccia sconce für Azucena
- 1973 Sideboard Mb7 für Azucena
- 1973 Sofa und Sessel Toro für Azucena
- 2002 Tischleuchte Porta dipinta für Azucena
- 2003 Sessel Luis für Azucena

## Wichtige Bauten (Auswahl)
- 1947–1950 Casa Caccia Dominioni an der Piazza Sant’Ambrogio 16 in Mailand
- 1947–1954 Kloster Istituto Beata Vergine Addolorata in Mailand
- 1953–1956 Verwaltungs- und Fabrikationsgebäude Lord & Parisini in Mailand
- 1956–1957 Wohngebäude in der Via Ippolito Nievo 28/A in Mailand
- 1956–1959 Wohngebäude in der Via Giuseppe Vigoni 13 in Mailand
- 1958–1960 Büro- und Geschäftsgebäude in der Via Santa Maria alla Porta 11 in Mailand
- 1960–1961 Wohngebäude an der Piazza Carbonari 2 in Mailand
- 1959–1964 Wohn- und Geschäftsgebäude in der Via Santa Croce 3 in Mailand
- 1953–1966 Wohn-, Büro- und Geschäftshaus im Corso Europa in Mailand
- 1963–1966 Wohn- und Geschäftsgebäude im Corso Monforte 9 in Mailand
- 1965–1968 Kirche San Biagio in Monza
- 1962–1970 Teatro dei Filodrammatici in der Via Filodrammatici 1 in Mailand
- 1967–1975 Wohnkomplex San Felice in Mailand, mit Vico Magistretti
- 1975–1982 Wohnhochhaus Parc Saint Romain in Monaco
- 1988–1993 Kirche San Giuseppe in Morbegno